# James Julian Bennett Jack
(James) Julian (Bennett) Jack FRS (25 de março de 1936) é um fisiologista neozelandês.

## Educação
Graduado pela Universidade de Otago.

## Career
Jack recebeu uma bolsa Rhodes em 1960 no Magdalen College.
Jack foi Lecturer e Reader no University Laboratory of Physiology da Universidade de Oxford. Foi eleito membro da Royal Society em 1997.